# Konsolidierung (Finanzwesen)
Konsolidierung (oder Konsolidation) ist im Finanzwesen die Umwandlung kurzfristiger Schulden in langfristige oder die Zusammenfassung von Jahresabschlüssen der Konzernunternehmen zu einem Konzernabschluss.

## Allgemeines
Konsolidierung im Hinblick auf die Umwandlung kurzfristiger Schulden in langfristige kann es bei Privatpersonen, Unternehmen, Staaten oder deren Untergliederungen wie Bundesländer oder Gemeinden geben. Bei haushaltsführenden Körperschaften wird von Haushaltskonsolidierung gesprochen. Die Schuldner können ihre einfachen Schulden oder auch in Anleihen verbrieften Schulden konsolidieren. Ziele können allgemein eine Entzerrung der Rückzahlungsbelastungen zwecks Liquiditätsentlastung, die Sicherung eines niedrigeren langfristigen Festzinssatzes, die Verbesserung des Bilanzbildes (Kapitalstruktur) oder der Haushaltsausgleich sein. Konsolidierung kann als reguläre Maßnahme ergriffen werden, um diese Ziele zu erreichen. Sie kann aber auch als Bestandteil einer Sanierungsphase genutzt werden.

## Umwandlung von Schulden
Entweder war die Umwandlung der kurzfristigen Schulden in langfristige bereits beim Abschluss eines Kreditvertrags mit kurzfristigen Laufzeiten (1 bis 2 Jahre) von vornherein vorgesehen oder der Schuldner entscheidet sich nachträglich dazu, seine kurzfristigen Schulden durch langfristige umzuschulden.
Bei der geplanten kurzfristigen Finanzierung handelt es sich um eine so genannte Brückenfinanzierung (englisch bridge loan), die es in zwei Formen gibt:
- Bei der Vorfinanzierung ist die spätere langfristige Endfinanzierung durch einen Gläubiger noch nicht sichergestellt;
- bei der Zwischenfinanzierung besteht bereits eine langfristige Kreditzusage.

Die nachträgliche Konsolidierung ergibt sich meist aus dem Umstand, dass eine Vielzahl von kurzfristigen Schulden (möglicherweise bei vielen Gläubigern) besteht, die durch eine langfristige Kreditgewährung durch nur wenige oder lediglich einen Gläubiger abgelöst werden soll. Im letzteren Falle sorgt die Konsolidierung für eine solide Finanzplanung, da Risiken der Anschlussfinanzierung beseitigt werden und eine Harmonisierung der Zins- und Tilgungstermine erfolgt.
Ähnlichen Zwecken dient die Konsolidierungsanleihe. Sie ist eine Anleihe, die aus der Zusammenfassung mehrerer älterer Anleihen oder sonstigen Kredite zu einer einheitlichen, meist langfristigen Anleihe mit oft günstigeren Bedingungen entsteht. Diesen Vorgang nennt man auch Unifizierung.

## Rechtsfragen
Die Konsolidierung von kurzfristigen Schulden erfolgt meist im Wege der Novation, also durch Austausch eines bisherigen Schuldverhältnisses durch ein neues. Eine ausdrückliche gesetzliche Regelung fehlt in Deutschland; die Novation ergibt sich aber aus § 311 Abs. 1 BGB. Wird mithin die neue, langfristige Schuld begründet, erlischt automatisch die alte Schuld, indem sie durch Auszahlung der neuen Schuld getilgt wird. Bestellte Kreditsicherheiten gehen mit Tilgung der alten, kurzfristigen Verbindlichkeiten unter, müssen also für den langfristigen Kredit neu vereinbart werden. Die Konsolidierung kann ein Kreditereignis darstellen, wenn sie – oder die vorgenommene Umwandlung kurzfristiger in langfristige Schulden – in einem Kreditvertrag, einer Anleihe oder einem Credit Default Swap als Kreditereignis erwähnt ist.

## Börsenkurse
Konsolidierung ist auch die Stabilisierung der Börsenkurse nach vorangegangenen starken Kursschwankungen.

## Konzernkonsolidierung
Den Begriff Konsolidierung gibt es bei Unternehmen auch mit anderem Inhalt. Die Schuldenkonsolidierung nach § 303 Abs. 1 HGB betrifft den Konzernabschluss und hat mit der Veränderung der Fristigkeiten bei Schulden nichts zu tun. Im Konzern geht es vielmehr darum, gegenseitige Forderungen und Verbindlichkeiten im Rahmen der Schuldenkonsolidierung zu saldieren. Die Kapitalkonsolidierung nach § 301 HGB betrifft die Verrechnung der gegenseitigen Kapitalbeteiligungen im Eigenkapital. Ferner schreibt § 304 Abs. 1 HGB eine Zwischenergebniseliminierung für innerkonzernliche Lieferungen und Leistungen vor, korrespondierende Kosten und Erträge der Konzernmitglieder sind nach § 305 Abs. 1 HGB zu verrechnen, um auch sie im Konzernabschluss nicht mehr zu zeigen. Das allgemeine Verrechnungsverbot des § 246 Abs. 2 HGB gilt bei der Konzernkonsolidierung nicht, weil eine Konfusionslage vorliegt. Derartige „ingroup balances“ sind auch nach IAS 27.17 zu verrechnen.

## International
International werden anstelle von „Konsolidierung“ oder „Umschuldung“ die Begriffe Restrukturierung (englisch restructuring, rescheduling) oder im weiteren Sinne Prolongation verwendet. 